# Okoume FC
El Okoume FC es un equipo de fútbol de Gabón que juega en la Tercera División de Gabón, la tercera liga de fútbol en importancia en el país.

## Historia
Fue fundado en la capital Libreville y su nombre viene del Hotel Okoume Palace de la capital. Participó en el Championnat de l'Estuaire entre los años 60s y 70s, con el detalle de que nunca llegó a ganar el título de liga. Debido a que la liga fue abandonada entre 1974 y 1976, la Federación Gabonesa de Fútbol los eligió para participar en la Copa Africana de Clubes Campeones 1976 como representantes de Gabón, pero abandonaron el torneo en la primera ronda cuando iban a enfrentarse al Asante Kotoko de Ghana.
En la nueva Primera División de Gabón creada en 1977, el club nunca ha jugado en ella ni tampoco han podido ganar un título de relevancia en su historia.

## Participación en competiciones de la CAF
- Copa Africana de Clubes Campeones: 1 aparición

1976 - abandonó en la Primera Ronda.